# Bharat Operating System Solutions
Bharat Operating System Solutions (BOSS), del inglés, Soluciones de Sistema Operativo de Bhārat (en Devánagari: भारत, India); es una distribución del sistema operativo GNU/LinuxLinux, basada en Debian y desarrollada por C-DAC (Center for Development of Advanced Computing, en inglés, Centro para el Desarrollo de la Informática Avanzada) del gobierno de India, para realzar el uso del software libre y de código abierto.
Hecha expresamente para el entorno indio, consiste en un ambiente agradable de escritorio, unido al soporte del idioma (hindi) y otros lenguajes del país, agregando paquetes de software relevantes para el uso en el ámbito de gobierno. Versiones subsecuentes apoyarán el área educativa.

## Publicaciones
| Versión | Fecha de publicación  | Cantidad de discos compactos | Instalación | Escritorio por defecto |
| ------- | --------------------- | ---------------------------- | ----------- | ---------------------- |
| 1.0     | 10 de enero de 2007   | 2                            | Gráfica     | GNOME                  |
| 1.1     | 23 de febrero de 2007 | 2                            | Gráfica     | GNOME                  |

Soporta los siguientes idiomas, además del inglés: bengalí, guyaratí, hindí, punjabi, telugu, tamil y malayalam.